# Paralleles Denken
Paralleles Denken ist ein von Edward de Bono entwickeltes Konzept der Betrachtung und Lösung eines Problems bzw. einer Aufgabe. Es beschreibt die Fähigkeit, in Bezug auf ein beliebiges Thema systematisch verschiedene Denk- und Wahrnehmungsperspektiven einzunehmen, wobei alle Beteiligten zu einem gegebenen Zeitpunkt in die gleiche Richtung, mithin "parallel" denken. Aufbauend auf diesem Konzept entwickelte de Bono die Methode der Six Thinking Hats.
De Bono stellt sein paralleles Denken als Gegensatz zum westlichen Beurteilungs- und Gegensatzdenken dar, das von Platon, Sokrates und Aristoteles installiert wurde. Diese extreme Gegenposition zur Gang of Three nutzt er, laut seinem Werk Teaching Thinking, häufiger, um seine Methoden deutlicher erklären zu können.
De Bono postuliert, dass das klassische Denken zwar die Errungenschaften der modernen Gesellschaft vorangetrieben habe, es aber auf Stabilität und einen Überschuss an Kreativität angewiesen sei, der durch eine kritische Grundhaltung übersichtlich gehalten werden kann. Beim heutigen Umgang mit Vieldeutigkeit, schneller Veränderung und dem Erkennen von Chancen sei es jedoch ungeeignet.
Paralleles Denken soll laut de Bono Toleranz fördern, die eine kraftschonende Art des Umgangs mit sich schnell wandelnden Verhältnissen ermöglicht. Er spricht vom kreativen Neuansatz und der freien Variation der Variablen, die ein langsames Fortschreiten nie erbringen könne.